# James Hutton

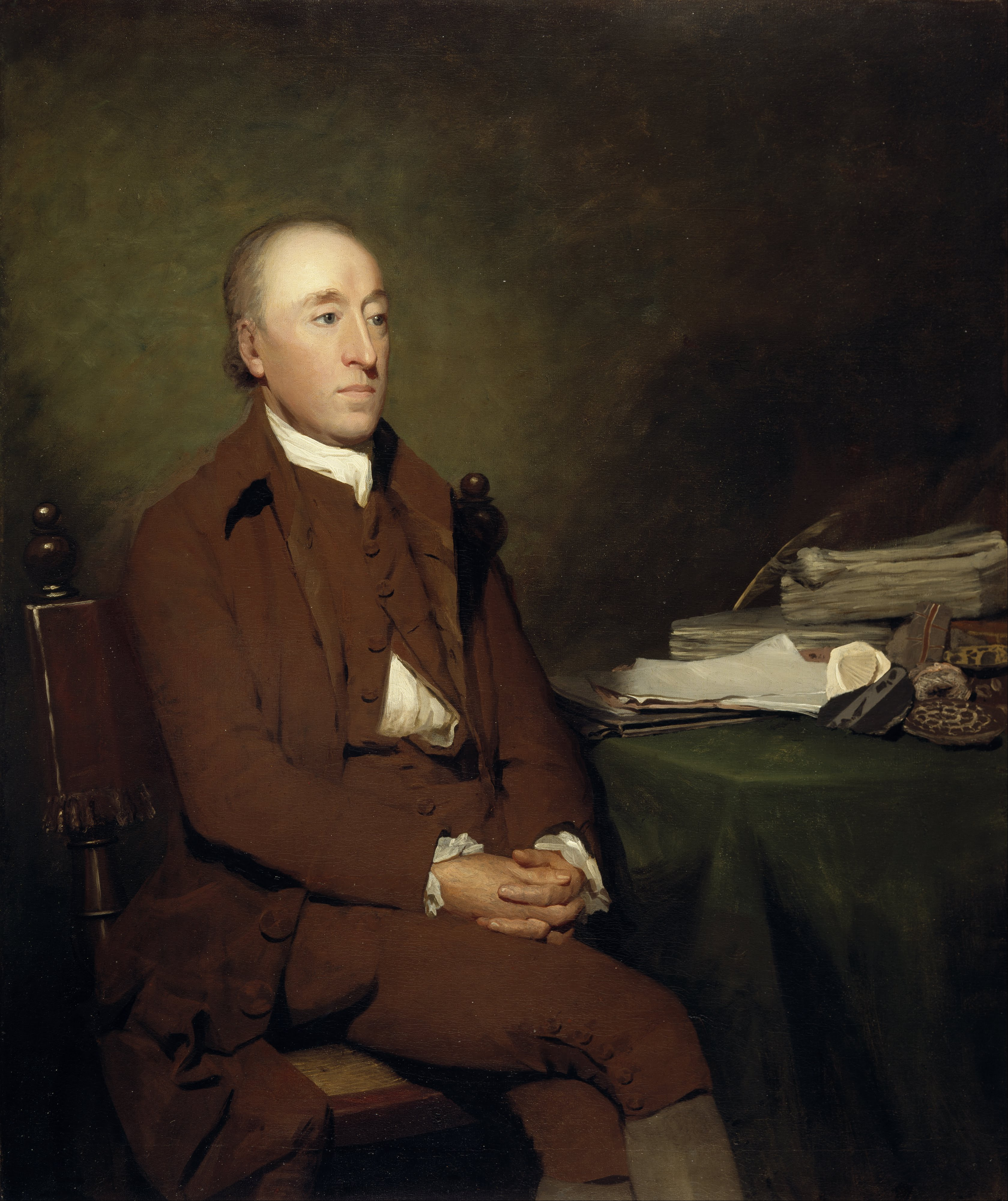
James Hutton, Porträt von Henry Raeburn (1776).

James Hutton (* 3. Juni 1726 in Edinburgh; † 26. März 1797 ebenda) war ein schottischer Naturforscher und Geologe. Er gilt als einer der Begründer der modernen Geologie, speziell der Vorstellung des Kreislaufs der Gesteine und des Aktualismus (mit Karl Ernst Adolf von Hoff und Charles Lyell).

## Werdegang
Hutton war der einzige Sohn des Kaufmanns (und ehemaligen Schatzmeisters von Edinburgh) William Hutton und der Kaufmannstochter Sarah Balfour. Sein Vater starb 1729, ließ die Familie aber in wohlhabenden Verhältnissen zurück. Hutton besuchte die High School in Edinburgh und studierte ab 1740 an der Universität Edinburgh Geisteswissenschaften, unter anderem Logik bei John Stevenson und Mathematik, Physik und Geographie bei Colin MacLaurin. Danach war er 1743 kurz Lehrling bei einem Anwalt, was ihm aber nicht zusagte. Während des Studiums war sein Interesse für Chemie erwacht und er studierte 1744 bis 1747 das nächstliegende praktische Fach, Medizin, in Edinburgh. 1747 ging er für zwei Jahre nach Paris, wo er Anatomie und Chemie studierte, unter anderem bei Guillaume-François Rouelle, der auch Vorlesungen über Geologie und Mineralogie hielt. 1749 erwarb er den Abschluss des Doktors der Medizin in Leiden. Ab Ende 1749 war er mehrere Monate in London, bevor er nach Edinburgh zurückkehrte.
Manchen Quellen zufolge praktizierte er einige Jahre als Arzt. Anderen Quellen zufolge versuchte er 1749 vergeblich, in London als Arzt Fuß zu fassen, bevor er sich von der Medizin abwandte und mit seinem Freund John Davie begann, insbesondere als Dünger wichtige Ammoniak-Stoffe zu produzieren (nach einem Verfahren, das beide zuvor in Edinburgh entwickelt hatten) und als „wissenschaftlich interessierter Bauer“ damit zu arbeiten. Von seinem Vater hatte er eine kleine Farm in Slighshouses 40 Meilen südöstlich Edinburgh geerbt, er ging aber vorher noch 1752/53 in die Lehre auf einer Farm im landwirtschaftlich fortgeschritteneren England (bei Yarmouth, Norfolk), wobei er auch andere landwirtschaftliche Betriebe auf längeren Reisen besuchte, in England und 1754 in Nordfrankreich, Holland und Belgien. Über das Studium der Böden kam er zum Interesse an geologischen Phänomenen und begann bald, „rather rocks than books“ (lieber Steine als Bücher) zu lesen (zit. Warren Carey). Die nächsten vierzehn Jahre von 1754 bis 1768, als er nach Edinburgh zog, verbrachte er als Landwirt, wobei er wissenschaftliche Studien trieb. 1767 wurde er Mitglied einer Kommission für ein Kanalbauprojekt zwischen den Flüssen Forth und Clyde. In Edinburgh nahm er am gesellschaftlichen Leben teil und verkehrte mit Wissenschaftlern wie Joseph Black, James Watt, John Playfair (die alle drei seine engen Freunde wurden) und Adam Smith. 1774 reiste er nach England und Wales, wobei er mit James Watt Bergwerke besuchte und über diesen wahrscheinlich auch Kontakte mit der Lunar Society in Birmingham knüpfte – er stand später mit Erasmus Darwin und Matthew Boulton in Briefwechsel. Hutton war sehr aktiv in der 1783 gegründeten Royal Society of Edinburgh und ab 1788 Mitglied der königlich französischen Akademie für Landwirtschaft. Sein erstes kleines Buch über ein geologisches Thema erschien 1777 (Considerations on the Nature, Quality, and Distinctions of Coal and Culm). In den 1780er Jahren unternahm er noch mehrfach längere geologische Studienreisen in England, Schottland und zur Insel Man, was aber Ende des Jahrzehnts aufhörte, da er zunehmend kränklicher wurde (er hatte Blasensteine). 1795 veröffentlichte er auf Drängen seiner Freunde sein Hauptwerk Theory of the Earth. Ein Buch über Landwirtschaft (Principles of Agriculture) war geplant, er starb aber vorher.
Er war nie verheiratet, hatte aber einen unehelichen Sohn aus Studententagen, mit dem er auch Kontakt hielt. Seinen Haushalt führten zuletzt seine drei Schwestern.

## Begründer der geologischen Chronologie
Hutton gilt als der Begründer der Geologie als Wissenschaft und letztlich auch der Geochronologie. Denn er benannte als Erster die Kluft zwischen menschlicher und geologischer Zeitskala, und dass Menschheit und Schöpfung älter sein müssten, als man bisher aus der Bibel berechnet hatte (siehe das Jahr 5508 v. Chr.). Dieselben geologischen Prozesse, die heute zu beobachten sind, müssten auch in der Vergangenheit gewirkt haben (Aktualismus). Daher seien direkte Rückschlüsse von heute auf die früheren Abläufe möglich. Diese Abläufe fügten sich zu einem Kreislauf der Gesteine im Wechsel von Abtragung und Sedimentablagerung zum Beispiel in Meeren und vulkanische Hebung, der seit ewigen Zeiten andauerte – das erste Kapitel der ersten Bandes seines Hauptwerks schließt mit den Worten „wir finden kein Anzeichen eines Anfangs und Endes“. Dies entsprach auch seiner deistischen Weltsicht – Gott hatte die Welt nach seinem Plan eingerichtet, greift danach aber nicht mehr unmittelbar ein. Die Erde glich einer gut geplanten Maschine oder einem Organismus, der mit Selbsterhaltungskräften ausgestattet war.
Der Weg zu diesem „neuen Bild der Erde“ war die Untersuchung schottischer Kalkstein-Schichtungen, die Hutton als auf dem Meeresgrund entstandene Ablagerungen erkannte, die sich durch Druck verfestigten. Ähnliches war für Sandstein und Schiefer zu erschließen. Am Siccar Point an der Ostküste Schottlands fanden er und sein Freund und Schüler John Playfair eine zweifarbige Klippe, deren unteren dunklen Teil er „Schistus“ nannte. Diese Schiefer-Schichten des Silur waren gefaltet und fast vertikal gestellt, während der darüber befindliche rote Old-Red-Sandstein des Devon horizontal lag. Nach Huttons Überlegung war der Schistus nach seiner Bildung gekippt worden, sodass der später darauf abgelagerte Sand zu ihm – wie man heute sagt – diskordant war.
Von Hutton und seinem Schüler Playfair sind ferner erste Abschätzungen der mittleren Dichte der Erde überliefert, die 4,5 bzw. 4,9 g/cm³ ergaben (wahrer Wert 5,52).

## Theorie des Aktualismus und Plutonismus
1785 hielt Hutton erste Vorträge zu seiner Theorie in der Royal Society of Edinburgh (in deren Abhandlungen 1788 veröffentlicht und in einem Pamphlet von 1785, das er privat drucken und bei Freunden zirkulieren ließ). 1795 veröffentlichte er sein Hauptwerk in zwei Bänden Theory of the Earth (Entwürfe zu weiteren Teilen des Buchs erschienen erst 1899 als Teil III). Darin betont er die Bedeutung langsamer, aber beständiger geologischer Prozesse, die die Oberfläche der Erde formen. Außerdem entwickelte er das Konzept des Aktualismus: Alle geologischen Erscheinungen lassen sich durch heute beobachtbare Veränderungen erklären, die sich über lange Zeitspannen hinziehen.
Die bis dahin herrschende Meinung war hingegen durch den Augenschein geprägt: Die so stabil wirkenden Gebirge, aber auch Schluchten und Vulkane mussten angesichts ihrer oft gewaltigen Dimensionen durch plötzliche Katastrophen entstanden sein. Diese Kataklysmentheorie wurde endgültig erst 70 Jahre später von Charles Lyell widerlegt.
Hutton vertrat Ansichten des Plutonismus, eine Richtung, die damals auf dem Kontinent mit den Vertretern des Neptunismus (Abraham Gottlob Werner) in heftige Auseinandersetzungen verwickelt war. Da er aber auch Gesteinsbildung durch Meeresablagerung anerkannte, nahm er in dem damaligen Streit nach Einschätzung seines Freundes John Playfair eine Mittelstellung ein. Er wurde aber von den Neptunisten seiner Zeit hart kritisiert und ebenso von der Kirche, da er etwa der Idee der Sintflut eine Absage erteilte.
Neben Gesteinen vulkanischen Ursprungs unterschied er auch schon Tiefengesteine intrusiven Ursprungs wie die Granite, die nach ihm aus einer Magma-Schmelze kristallisierten. Auch hier wie in seinem übrigen Werk zog er seine Schlussfolgerungen erst nach genauer Beobachtung möglichst vor Ort – in diesem Fall von Graniten nahe Glent Tilt bei Aberdeen in Perthshire 1785 (Observations on Granite, Transactions Royal Society Edinburgh, Band 3, 1794, S. 77–85). Man konnte dort deutlich sehen, wie der rote Granit in den darüberliegenden kristallinen Schiefer eingebrochen war. Er vertrat auch schon die Idee von Gesteinsumwandlung (consolidation), die Charles Lyell später Metamorphose nannte.
Huttons Schriften fanden schon in den 1780er Jahren ihren Weg nach Deutschland und Frankreich und beeinflussten dort die Diskussion. Sein 1788 veröffentlichter Vortrag Theory of the Earth erschien 1792 in deutscher Übersetzung. Von besonderem Einfluss war die Darstellung der Theorie von Hutton durch seinen Freund John Playfair (Illustrations of the Huttonian theory of the earth, Edinburgh 1802), durch die zum Beispiel Charles Lyell Huttons Theorie kennenlernte. Erst dieses Buch machte Huttons Theorie weiteren Kreisen bekannt, wobei Playfair Huttons deistische Spekulationen zugunsten der naturwissenschaftlichen Fakten zurückdrängte. John Playfair schrieb auch die Biographie von Hutton.
Hutton betätigte sich auch in der Erforschung der Erdatmosphäre. Mit seinen Klimauntersuchungen klärte er die meteorologischen Voraussetzungen für Niederschläge.
Mit Fossilien befasste sich Hutton nur am Rande.

## Ehrungen

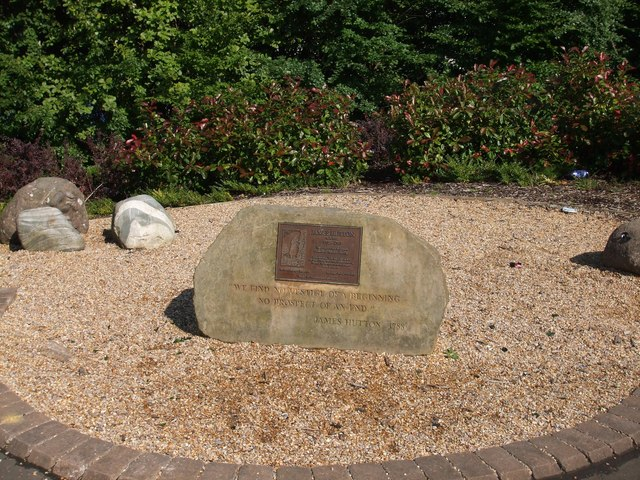
Gedenktafel im Hutton Memorial Garden in Edinburgh

Hutton zu Ehren wurde 2001/2002 auf dem St. John’s Hill in Edinburgh der Hutton Memorial Garden angelegt, ein kleiner Garten, der mit verschiedenartigen Felsblöcken gestaltet ist. An einem davon ist eine Gedenktafel angebracht. Darüber hinaus tragen seit 1968 die Hutton Mountains, ein Gebirge in der Antarktis, seinen Namen. Auch der Mondkrater Hutton, der Marskrater Hutton und der Asteroid (6130) Hutton sind nach ihm benannt.

## Schriften
- Considerations on the Nature, Quality, and Distinctions of Coal and Culm, Edinburgh 1777
- Abstract of a Dissertation Read in the Royal Society of Edinburgh, Upon the 7. of March, and 4. of April 1785, Concerning the System of the Earth, Its Duration, and Stability, Edinburgh 1785 (Nachdruck in Proceedings of the Royal Society of Edinburgh, 63B (1950), 380–382, und in G. W. White (Herausgeber) Contributions to the History of Geology, Darien, Connecticut, Band 5, 1970, S. 1–30)
- Dr. Hutton’s Theorie der Erde, in: Magazin für das Neueste aus der Physik und Naturgeschichte hrsg. von Ludwig Christian Lichtenberg und Johann Heinrich Voigt, Bd. 6, Stück 4, Gotha 1790, S. 17–27, mit einer Einleitung von Johann Friedrich Blumenbach: Beyträge zur Naturgeschichte der Vorwelt, S. 1–17
- Dissertations on Different Subjects in Natural Philosophy, Edinburgh, 1792
- An Investigation of the Principles of Knowledge, and of the Progress of Reason, From Sense to Science and Philosophy, 3 Bände, Edinburgh 1794
- A Dissertation Upon the Philosophy of Light, Heat, and Fire, Edinburgh, 1794
- Theory of the Earth: With Proofs and Illustrations, 2 Bände, Edinburgh, 1795, Faksimilie Reprint New York 1959, Band 3 herausgegeben von Archibald Geikie, London 1899
- The Theory of Rain, Transactions of the Royal Society of Edinburgh, Band 1, 1788, S. 42–86
- Theory of the Earth; or an Investigation of the Laws Observable in the Composition, Dissolution, and Restoration of Land Upon the Globe Transactions of the Royal Society of Edinburgh, Band 1, 1788, S. 209–304, Reprint in G. W. White (Herausgeber) Contributions to the History of Geology, Band 5, 1970, S. 31–131

Der Maler J. Clerk begleitete Hutton auf Exkursionen und fertigte Zeichnungen an, die für den letzten Teil der Theory of the Earth geplant waren, aber erst 1978 wiederentdeckt wurden.